# 諾魯
瑙魯共和國，簡稱瑙魯，是位於南太平洋密克羅尼西亞群島的島國。最接近的國家是吉里巴斯的巴納巴島，在諾魯以東約300公里。諾魯国土面积为21.3平方公里，是世界上最小的島國和共和国，也是世界上第三小的国家，僅大於摩纳哥及梵蒂冈。瑙鲁的人口約11,000人，位居世界倒數第三，僅多於圖瓦盧及梵蒂冈。
瑙魯的原住民是密克羅尼西亞人和玻利尼西亞人，在19世纪末被德意志帝國吞併成殖民地。第一次世界大战後，瑙魯成為國際聯盟託管地，由澳洲、新西兰和英国共同管治。第二次世界大战諾魯被日本佔領，作為入侵太平洋的跳板。戰後瑙魯再被三國託管，直至1968年才獲得獨立，并于1969年加入太平洋共同体（SPC）。
縱觀20世紀上半葉，瑙魯是一個由執政者掌握主要經濟資本的國家。由於瑙魯是一個由磷石組成的島嶼，沉積接近地面而能進行簡單的露天採礦。1907年起太平洋磷酸鹽公司開始在島上採礦，1919年組成英國磷酸鹽委員會；獨立後由國營的瑙魯磷酸鹽公司繼續開採。直至1980年代沉積耗盡前，瑙魯仍是磷酸鹽的主要出口國；受惠于磷酸盐的出口，该国的人均收入在20世纪70年代曾居世界榜首。
然而瑙魯並沒有充分運用這些財富，隨著磷酸鹽儲量的枯竭和採礦帶來的環境惡化，再加上管理全島財富基金的減值，瑙魯政府开始透过一些不尋常的方法來獲得收入。在1990年代，瑙魯成為一個避稅天堂和洗錢中心。从2001年至2008年及自2012年起，瑙魯接受澳大利亞政府的援助，並建立一個拘留所處理非法進入澳大利亞的難民以作為回報。在外交方面，瑙鲁是联合国会员国，同时也是太平洋岛国论坛、英联邦以及非洲、加勒比和太平洋国家集团的成员国。

## 詞源
英國人最初把諾魯命名為“快樂島”（Pleasant Island）。「諾魯」一詞可能源自諾魯語，意即“我去海灘”；德國殖民者把諾魯稱為或:96-99。

## 歷史

諾魯受到美國第七航空軍（B-24解放者轟炸機）的攻擊

約300年前密克羅尼西亞和玻里尼西亞人已在諾魯定居，共有12個部落，國旗的十二角星是代表這十二個部落。在18世紀後期，一位新西蘭船長在海上航行時發現了諾魯，當時只看到島上有很多土著和茅屋，但這船長並未登陸或加以重視。1798年，英国船長約翰·費因率領「獵手」號抵達諾魯，命名為（“快樂島”），開啟西方世界與諾魯交流的歷史。第一個成功到島上定居的白人，是英國的威廉·哈里斯，1842年，29歲的他來到島上為當地姑娘而著迷，流連忘返，定居下來，前任諾魯總統勒内·哈里斯便是他的後代:96-99。
1878年—1888年，发生瑙鲁内战。19世紀末，德國向南太平洋擴張，諾魯自1888年起便成為德國的殖民地。當時德國對諾魯並不重視，因為島上除了椰子外，就一無所有。1900年英國磷礦公司的職員在諾島上的一塊石頭上，意外發現了全島都有磷礦，便改變了此島的命運。
第一次世界大战期間，諾魯被澳大利亚佔領，並自1919年起由英國、澳大利亞和新西兰共管，其中澳洲代表三國行使職權。第二次世界大战期間，德國人為了報復，擊沉了該島附近的四艘船隻，並砲轟島上的磷礦設施。1942年，日軍轟炸諾魯，居民逃往澳大利亞以免遭日軍的屠殺，日軍於8月26日佔領該島，該島成為日軍在南太平洋上的戰術支援基地。日軍派2,000人駐守，並帶來大批日本人和韓國人，在島上佈署重防和建築兩個小型飛機場。但軍事設施被盟軍發現，島上15架飛機遭轟炸，日軍便槍決島上5名未撤走的歐洲人。日軍亦把島上1,200名諾魯人放逐到楚克島工作。
二戰之後，諾魯由联合国委託澳大利亞、英國及新西蘭共同管理，每年須向聯合國報告，但他們實際上更著重於如何開採島上的磷礦，對於諾魯人的福祉並不重視。聯合國多次要求澳洲政府公佈每年開採的磷礦數量、成本和售價，以期使諾魯人在輸出的同時得到合理的回報，但澳洲政府卻不予理會。諾魯人隨著民智漸開，對澳大利亞人的統治深感不滿，尤其是磷礦的開採，於是全力爭取獨立，收回採礦權。澳洲政府在強大的國際壓力下，無可奈何地結束對諾魯的管治，於1968年1月31日，諾魯共和國宣佈正式独立，由哈默·德罗伯特出任總統，並於同年11月成為大英國協特別成員國。1989年，諾魯向國際法院對澳大利亞作出法律行動，指控澳洲政府管治期間未能盡力保護環境，減低採礦帶來的環境破壞。1999年，諾魯成為聯合國會員國。2016年4月12日，瑙鲁成为国际货币基金组织和世界银行的第189个成员国。

## 政治

### 行政
諾魯是一個议会共和制國家，總統既是國家元首，亦是政府首腦，由國會議員互相選舉產生，總統候選人必須是國會議員。內閣由6人組成，每一位內閣成員都兼任多部會的首長，由總統直接任命。
現任總統為戴维·阿迪昂，於2023年10月起就任。

### 立法

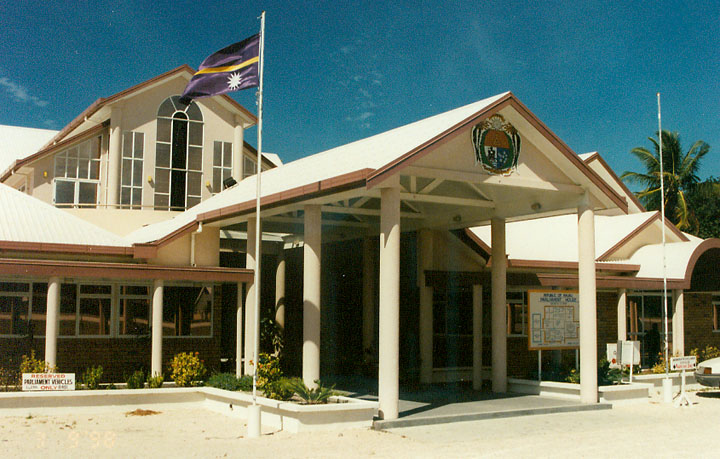
諾魯國會

立法機關為瑙鲁议会，採用一院制，諾魯全國共有14個行政區，選舉時全國分8選區，選出19名議員，一任3年。
諾魯並沒有一個正式結構的政黨，候選人通常是代表個人或公司，2005年當時國會中15人均是獨立身份，他們在政府的联盟內，是形成大家庭关系的基础。
1992年，政府建立諾魯島嶼委员会。委员会的權力很少，其功用就像顧問向國家政府提供地方事務的意見，其角色是專注在與諾魯人相關的活動。民選的委员会議員不能同時兼任议会議員。島嶼議會在1999年自行解散，其財產及職責轉歸國家政府。諾魯的土地所有權比較特別，國民對由個人或團體所擁有的土地，擁有某些權利。政府或公司並沒有土地，他們必須與地主達成租借協議才能使用。非諾魯國民不能擁有土地。
1999至2003年間，一系列的不信任票及選舉在此兩人出現：勒内·哈里斯和伯纳德·多维约戈，使國家進入交替時期。多维约戈於2003年任內逝世，路德维格·斯考蒂當選為總統，他於2004年10月重新參選，以取得完整的3年任期。2007年國會對他投下不信任票，總統一職由馬庫斯·史蒂芬接替。

### 司法
諾魯的法律系統十分複雜，最高法院由首席法官統領，主要處理憲法問題；而其它案件能夠上訴至上訴法庭。國會不能推翻法院的裁決，但上诉法院的裁决能夠上訴至澳洲高等法院，這種情況很少出現。下级法院由地方法院和家事法院組成，由居民县长統轄，他亦是最高法院的司法常务官。此外亦有2個準法院：公共服务上诉委员会和警察上诉委員會，均由终审法院首席法官主持。

### 軍事
諾魯沒有自己的軍隊，只有民間的警察部隊，其國防於非正式的協議之下由澳洲負責。

## 外交
1968年獨立後，諾魯以特別會員身份加入英联邦，並於2000年成為正式會員。此外，瑙魯政府亦在1991年加入亞洲開發銀行，於1999年加入联合国，以及於2016年加入國際貨幣基金組織和世界银行。瑙魯是太平洋島國論壇、南太平洋地區環境計劃、南太平洋委員會和南太平洋應用地球科學委員會的成員。美國的大氣軸射測量計劃在瑙魯設有一台氣候監察儀。瑙魯與澳大利亚外交關係密切，並以澳大利亚元作為官方貨幣。除了正规的國防安排外，在2005年9月更簽訂諒解備忘錄，澳大利亞向瑙魯提供財政及技術支援，包括指派一名財政部長，為瑙魯準備財政預算、以及作為諾魯卫生和教育事務之顾问，而瑙魯政府以建立一個處理非法進入澳大利亞者的拘留所作為回報。
瑙魯利用其联合国成员的地位，多次透過承認某些国家的主權以獲得资金上的援助。
- 1980年8月，瑙魯与阿尔及利亚建交后，又宣布承认阿拉伯撒哈拉民主共和国，阿尔及利亚此后每年给予瑙魯1,000万美元经濟援助，直至其2000年撤销承认阿拉伯撒哈拉民主共和国為止。
- 该国频繁在北京与台北之间建交断交。1980年5月4日，瑙魯與中華民國建交，但是2002年卻與中華人民共和國簽署協議，宣佈在当年7月21日建立外交关系，同時獲得1.3億美元捐助[29]，兩天後中華民國宣佈與諾魯斷交[30]。2005年5月14日，瑙魯與中華民國復交，同年5月31日與中華人民共和國斷交，兩國維持邦誼長達19年。不料，瑙魯又於2024年1月15日宣布與中華民國斷交[31][32]，並於2024年1月24日与中华人民共和国复交[33]。
- 2008年，瑙魯在持续得到欧盟、美国、澳大利亚和新西兰的财政支持后承認科索沃獨立，但这一承认已在2019年撤销。
- 2009年，瑙魯承認阿布哈茲和南奥塞梯，是承認此地區主權的第四個國家，而俄罗斯以5,000萬美元資金作為人道主义援助之回報[29]。2008年7月15日，瑙魯宣布一项港口翻新计划（並於2011年初完成），資金來自俄羅斯的900萬美元发展援助。瑙魯政府聲稱此援助與承认阿布哈兹和南奥塞梯無關[34]。

## 行政區劃

瑙鲁行政区划图

在1989年至2003年間，諾魯的行政區劃共有17次變更，今諾魯行政區共分為14個區。
| 序号 | 区           | 英文名     | 旧称         | 面积 （公顷） | 人口 （2011年） | 村庄数量 | 人口密度（人/公顷） |
| ---- | ------------ | ---------- | ------------ | ------------- | --------------- | -------- | ------------------- |
| 1    | 艾沃区       | Aiwo       | Aiue         | 110           | 1,220           | 8        | 11.1                |
| 2    | 阿纳巴尔区   | Anabar     | Anebwor      | 150           | 452             | 15       | 3.0                 |
| 3    | 阿内坦区     | Anetan     | Añetañ       | 100           | 587             | 12       | 5.9                 |
| 4    | 阿尼巴雷区   | Anibare    | Anybody      | 310           | 226             | 17       | 0.7                 |
| 5    | 拜齐区       | Baitsi     | Beidi, Baiti | 120           | 513             | 15       | 4.3                 |
| 6    | 博埃区       | Boe        | Boi          | 50            | 851             | 4        | 17.0                |
| 7    | 布阿达区     | Buada      | Arenibok     | 260           | 739             | 14       | 2.8                 |
| 8    | 代尼戈莫杜区 | Denigomodu | Denikomotu   | 118           | 1,804           | 17       | 15.3                |
| 9    | 埃瓦區       | Ewa        | Eoa          | 120           | 446             | 12       | 3.7                 |
| 10   | 伊朱乌区     | Ijuw       | Ijub         | 110           | 178             | 13       | 1.6                 |
| 11   | 梅嫩区       | Meneng     | Meneñ        | 310           | 1,360           | 18       | 4.5                 |
| 12   | 尼博克区     | Nibok      | Ennibeck     | 160           | 484             | 11       | 3.0                 |
| 13   | 瓦博埃区     | Uaboe      | Ueboi        | 80            | 318             | 6        | 3.0                 |
| 14   | 亞倫區       | Yaren      | Moqua        | 150           | 747             | 7        | 4.0                 |

## 地理

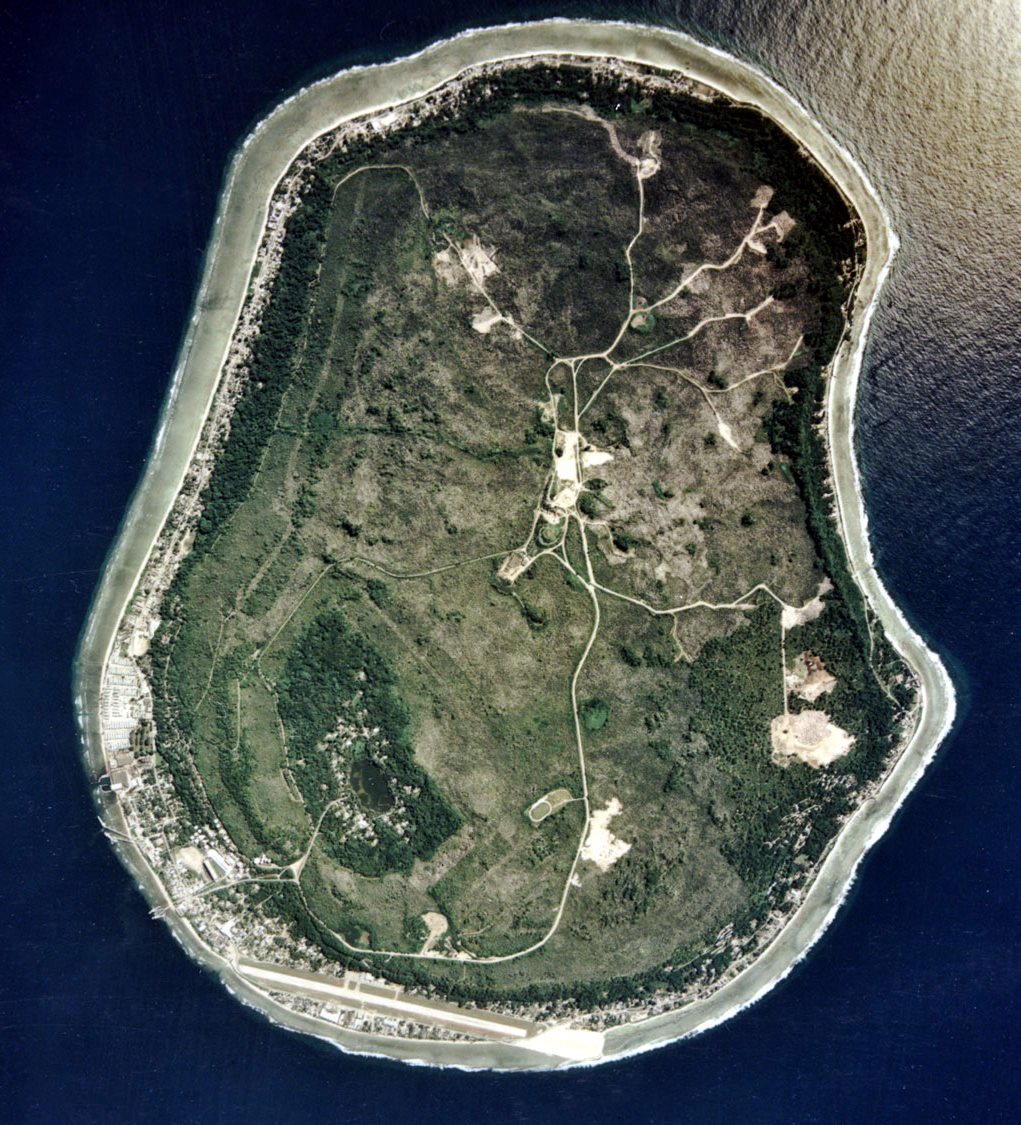
諾魯島

諾魯位在西太平洋赤道以南約42公里的瑙鲁岛上，北与马绍尔群岛隔海相望，东邻基里巴斯、东南邻图瓦卢，南临所罗门群岛，西南为巴布亚新几内亚，西北与密克罗尼西亚联邦相望，该岛為一個橢圓形的珊瑚島，面積21.2平方公里，全岛长6公里，宽4公里，海岸陡峭:1-2。沿岸有寬150-300米、海拔30米的海岸帶，是全國唯一的農業區。中部為台地，最高點為海拔71米（司令嶺）。岛上土地面积较少，地表多为磷酸鹽所覆蓋，無河流:2，西南部有一個鹹水湖（布阿達湖）。
諾魯曾是太平洋上三大磷礦石的生產地（另外是在吉里巴斯和法屬玻里尼西亞），但島上所有礦產均已耗盡，使中部台地留下贫瘠地形，例如高達15米的鋸齒狀石灰岩尖頂。近一個世紀的採礦不但破壞了約80%土地，亦使專屬經濟區受到影響，約40%海洋生物因泥沙和磷礦的径流而死亡。
諾魯缺乏天然淡水資源，雖然屋顶的雨水箱能收集雨水，但居民大多依靠在諾魯公共事業中心的3個海水淡化廠。諾魯由於遍地皆磷，因此井水鹽分過高，不能飲用或灌溉:100。
諾魯的原生維管植物約60種，無特有種，原生植被受人工种植的椰子農作物、採礦和其他外來植物破壞，造成嚴重影響。諾魯有各種鳥類（包括罕見的瑙鲁苇莺）、昆蟲和螃蟹，而哺乳动物都是外來物種，如玻里尼西亞鼠、貓、狗、豬、雞等動物均是從外地進口的。

### 天氣與氣候
諾魯接近赤道和海洋，因此全年濕熱，屬熱帶海洋性氣候:3，在每年11月至2月期間均受到季风雨影響。受到聖嬰-南方振盪現象影響，年降雨量的變化甚大，甚至錄得幾次重要的乾旱。由於是島國的關係，因此較易受到氣候變化和海平面上升影響，但變化卻難以預測。諾魯的白天氣溫介乎在攝氏26度（華氏79度）至35度（華氏95度）之間；晚上氣溫介乎攝氏22度（華氏72度）至34度（華氏93度）之間。
| 諾魯亞倫區氣象數據  | 諾魯亞倫區氣象數據 | 諾魯亞倫區氣象數據 | 諾魯亞倫區氣象數據 | 諾魯亞倫區氣象數據 | 諾魯亞倫區氣象數據 | 諾魯亞倫區氣象數據 | 諾魯亞倫區氣象數據 | 諾魯亞倫區氣象數據 | 諾魯亞倫區氣象數據 | 諾魯亞倫區氣象數據 | 諾魯亞倫區氣象數據 | 諾魯亞倫區氣象數據 | 諾魯亞倫區氣象數據 |
| 月份                | 1月                | 2月                | 3月                | 4月                | 5月                | 6月                | 7月                | 8月                | 9月                | 10月               | 11月               | 12月               | 全年               |
| ------------------- | ------------------ | ------------------ | ------------------ | ------------------ | ------------------ | ------------------ | ------------------ | ------------------ | ------------------ | ------------------ | ------------------ | ------------------ | ------------------ |
| 历史最高温 °C（°F） | 34 (93)            | 37 (99)            | 35 (95)            | 35 (95)            | 32 (90)            | 32 (90)            | 35 (95)            | 33 (91)            | 35 (95)            | 34 (93)            | 36 (97)            | 35 (95)            | 37 (99)            |
| 平均高温 °C（°F）   | 30 (86)            | 30 (86)            | 30 (86)            | 30 (86)            | 30 (86)            | 30 (86)            | 30 (86)            | 30 (86)            | 30 (86)            | 31 (88)            | 31 (88)            | 31 (88)            | 30 (87)            |
| 平均低温 °C（°F）   | 25 (77)            | 25 (77)            | 25 (77)            | 25 (77)            | 25 (77)            | 25 (77)            | 25 (77)            | 25 (77)            | 25 (77)            | 25 (77)            | 25 (77)            | 25 (77)            | 25 (77)            |
| 历史最低温 °C（°F） | 21 (70)            | 21 (70)            | 21 (70)            | 21 (70)            | 20 (68)            | 21 (70)            | 20 (68)            | 21 (70)            | 20 (68)            | 21 (70)            | 21 (70)            | 21 (70)            | 20 (68)            |
| 平均降水量 mm（）   | 280 (11.0)         | 250 (9.8)          | 190 (7.5)          | 190 (7.5)          | 120 (4.7)          | 110 (4.3)          | 150 (5.9)          | 130 (5.1)          | 120 (4.7)          | 100 (3.9)          | 120 (4.7)          | 280 (11.0)         | 2,080 (81.9)       |
| 平均降水天数        | 16                 | 14                 | 13                 | 11                 | 9                  | 9                  | 12                 | 14                 | 11                 | 10                 | 13                 | 15                 | 152                |
| 来源：Weatherbase   |                    |                    |                    |                    |                    |                    |                    |                    |                    |                    |                    |                    |                    |

## 基礎建設

### 交通

#### 航空

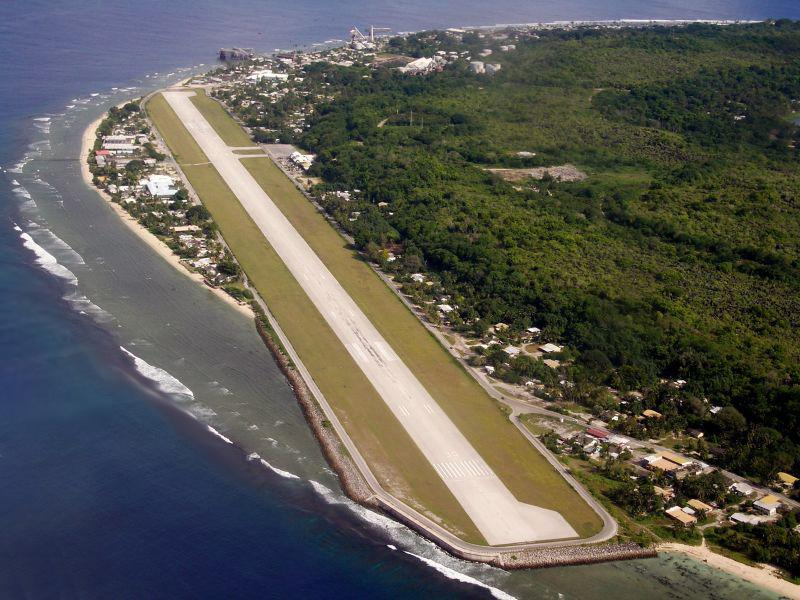
攝於2008年的諾魯國際機場全景。

諾魯國際機場是諾魯唯一的機場，位於其西南方亞倫區的海岸上，擁有一條雙向跑道長2,150（7,050英尺），目前僅有諾魯航空每週兩班航班起降。在2006年1月至9月期間，由於服務島上的唯一飛機被澳大利亚的墨爾本法庭扣押，使其對外航空中斷；在得到中華民國援助后，諾魯航空於同年10月恢復營運，並易名為奧爾航空，2014年再改回諾魯航空。

#### 陸運
全國道路網絡總長41（25英里），環島沿海公路長19（12英里），其餘22（14英里）伸入中部台地。環島巴士是路上的主要公共交通，途經愛和區、諾魯國際機場、湄濘酒店、當地醫院和學校，另有出租汽車提供載客服務。有5（3.1英里）窄軌鐵路，連接磷礦礦區與加工工廠。

### 通訊
2009年以前，電話網絡是由諾魯政府架設與提供服務，但由於財政困難，2003年底起，政府便再不能負擔維修費用，2004年更關閉部份非收費衛星通訊服務，通訊崩潰問題一直至2009年獲得解決，該年年中由公司取得許可執照，在島上架設無線通訊網絡，GSM與WiMAX系統，先後於2009年9月、2010年10月開始提供服務。

### 能源
諾魯早期是使用柴油發電機提供採礦所需要的電力，後來諾魯磷酸鹽公司安裝了一座能提供15兆瓦（2006年效能減至11.1兆瓦）電力的發電設施，其中約43%電力為採礦使用，其餘供應民生所需，島上另備有獨立發電機組供必要時使用。
諾魯的石油燃料與產品是由諾魯磷酸鹽公司進口，供應包括汽油、柴油、液化石油氣、煤油、潤滑劑和溶劑等，另有小型企業供應數量不大的潤滑劑、溶劑與液化石油氣。

## 經濟
諾魯在第三世界中屬於較富裕的國家，國家經濟以磷酸鹽開採和國外房地產為主要支柱，在80年代初達到巔峰。磷酸鹽礦分佈佔全島面積的70%以上，是世界主要磷酸鹽生產和出口國之一，是國家主要的收入來源，磷礦乃繼承自億萬年所累積的海中有機物和鳥糞。採礦公司的礦場和工廠都是聘請外國人操作，大部份是基里巴斯和中國人。磷礦主要銷往澳大利亞、英國、日本、新西蘭等地；以往磷酸鹽外銷所得曾佔政府收入的半數，然而在長期密集開採之下，該項礦藏已面臨耗竭。
除了礦業外，地上還有許多椰子、甘蔗、香蕉和蔬菜等農作物，一般農產品和魚类勉強可以自給自足，但是主要的糧食、淡水和日用品都要依賴進口，其中米和麵粉多由英國、澳大利亚和新西蘭輸入，肉類由澳大利亞供應，日用品多來自台灣、日本和香港:102。
諾魯居民並不需要交稅，甚至免除進口關稅，國家全部醫療都是由政府負擔，住屋也是由政府修建和保養，如果政府在人民的土地上蓋房子，還需要向地主支付租金。
自90年代起，諾魯成為了一個避稅天堂，外國人能向政府購買諾魯護照。國際洗錢防制指出諾魯是在他們黑名單中15個國家的一個。而且，只需要25,000美元便能在諾魯成立一家持牌銀行。在國際洗錢防制的壓力之下，以及随着熱錢的流出，瑙鲁終於在2003年立了反避税法。2005年10月，由於立法後的成效显著，國際洗錢防制把諾魯從黑名單中除名。

## 人口

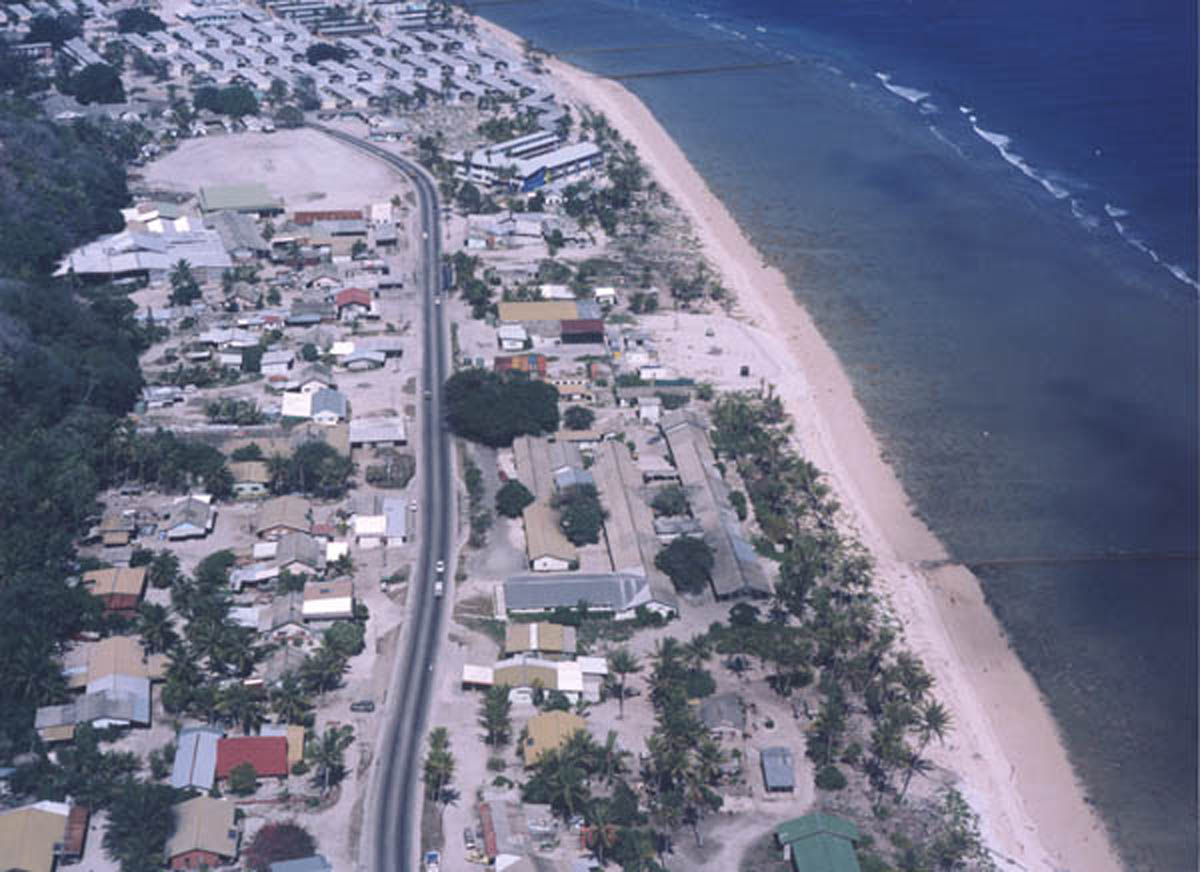
亞倫

2015年諾魯居民為11,288人，为世界上人口最少的国家之一。2006年，瑙鲁政府将超过1500名移工遣返回吉里巴斯和吐瓦魯，岛上居民人数下降，在此之后，瑙鲁人口逐年缓慢增长。諾魯的族群包括諾魯人、其他太平洋島國人及華人，其中瑙鲁人占该国总人口的94%:8。諾魯語是諾魯的官方語言，属南岛语系密克罗尼西亚语，約96%諾魯人在家中使用。由於曾为英国殖民地，所以英語亦在行政和商贸等领域广泛使用:10。諾魯本土的歐洲人原本全由英國人組成，但是他們大多在獨立後離開了。諾魯人的主要宗教信仰是基督教（2/3是新教，1/3是天主教），另有約10%的人是巴哈伊信仰，所佔比例是世界上最高的，另有9%信奉佛教，2.2%是穆斯林。憲法明确寫明人民享有宗教自由，但在某些情況下政府會限制此權利，如限制耶穌基督後期聖徒教會活動和耶和華見證人會員，他們主要都是外勞，受僱於政府的諾魯磷酸鹽公司。

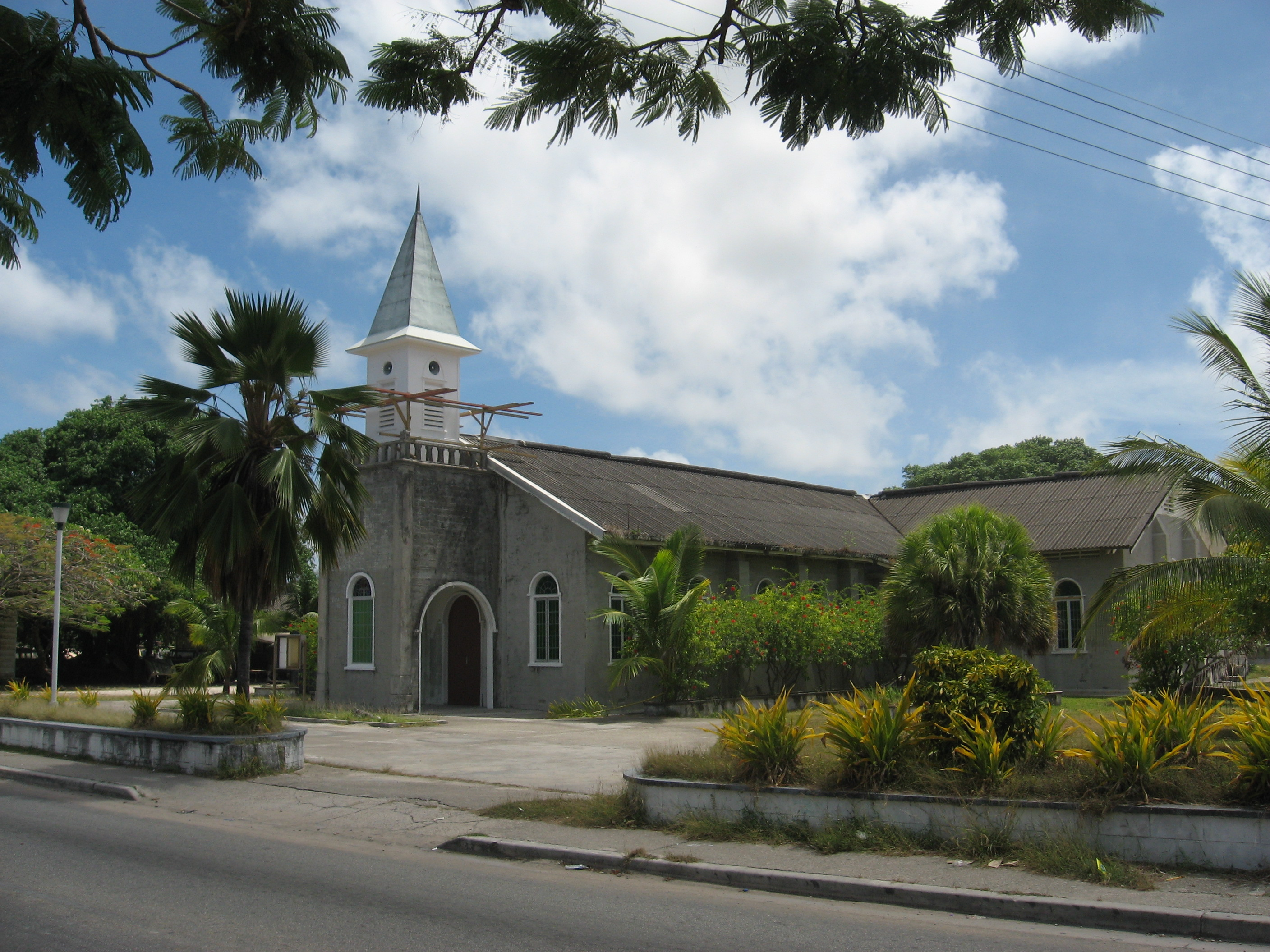
位于瑙鲁的教堂

諾魯識字率是96%，為6至15歲兒童提供義務強制教育，以及2年自願性教育（第11及12年）。南太平洋大學在諾魯設有分校，在此校建成之前，學生須赴澳大利亚和新西兰等地就讀大學。
諾魯人是世界上最肥胖的族群，逾90%的居民身高體重指數高出世界平均，約97%男性和93%女性過重。諾魯人亦是世上患上2型糖尿病的比例最高的人群之一，約40%的人受影響，仅次于美属萨摩亚的47%以及托克勞的44%。其它相關的重要疾病还有心臟病和腎病等。2009年諾魯男性的平均寿命為60.6歲，女性為68歲。

## 文化

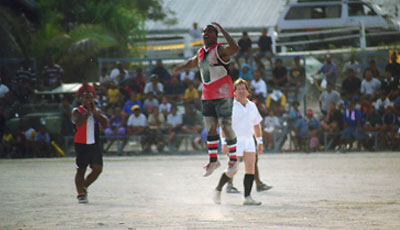
澳式足球

瑙鲁人是密克羅尼西亞和玻里尼西亞海員的後裔，其祖先信奉名为Eijebong的女神，并以一个名为Buitani的岛屿作为精神圣地。瑙鲁的12個原住民部落中有2個已在20世紀滅絕。每年的10月26日是返鄉日（Angam Day），用以慶祝兩次世界大戰後諾魯的土著人口从不足1,500人的情况下恢复。
諾魯並沒有每日出刊的新聞，但有兩週出版一次的，意即“來談論吧”。諾魯電視台由國家經營，播放澳大利亚和新西兰的電視節目。另有非盈利的国有諾魯電台，播放BBC和ABC節目。
澳式足球是諾魯最受歡迎的體育項目，有一個由7支隊伍組成的聯賽。諾魯共有兩個球場，所有澳式足球比賽仅在舉行。其它體育項目如排球、籃網球、舉重、网球和捕魚，均是受歡迎的體育運動。諾魯有參與大英國協運動會和夏季奧林匹克運動會，並在舉重項目取得成績。馬庫斯·史蒂芬便是其中一位獎牌得主，在2003年進入國會，並在2007年當選為總統。
諾魯其中一個傳統活動是捕捉從海上覓食回來的玄燕鸥。在日落時份，男士在海灘上向玄燕鸥投擲套索。諾魯的套索是柔繩，在繩的尾部負載。當鳥飛過來時，便投擲套索，被擊中的鳥便倒地，經過採摘、清洗和煮熟後便進食。

## 外部連結
- 瑙魯政府門戶網站
- 瑙魯政府的Facebook專頁
- 中華民國外交部領事事務局諾魯基本資料